# 安德烈·馬爾羅
喬治·安德烈·馬爾羅（Georges André Malraux，發音：[ʒɔʁʒ ɑ̃dʁe malʁo]；1901年11月3日—1976年11月23日），法國作家、公共知識份子。1959年—1969年戴高樂任總統時，出任法國第一任文化部長。
1923年馬爾羅偕妻子在法属柬埔寨旅遊時，从吴哥古迹的女王宫偷走了四件女神像，案件轰动一时。马尔罗很快被逮捕，失窃的女神像也随即被送回柬埔寨。此事件激起了人们对女王宫的兴趣，随后清理了女王宫的建筑。
1930年代，馬爾羅積極支持左派的人民陣線。1936年西班牙內戰爆發，馬爾羅加入国际纵队，協助共和軍對抗佛朗哥。二次大戰爆發後，馬爾羅加入法國陸軍，1940年被俘，後逃脫並參加法國抵抗運動。戰後他因這段資歷而被法國政府授予抵抗運動獎章及英勇十字勋章，又被英國政府授予傑出服務勳章。1945年—1946年他出任戴高樂領導的法蘭西共和國臨時政府新聞部長。1958年戴高樂復出建立法蘭西第五共和國，並成立文化部，馬爾羅被起用為首任部長。1965年7至8月，他訪問中國期間會見了毛澤東、劉少奇和陳毅等人。

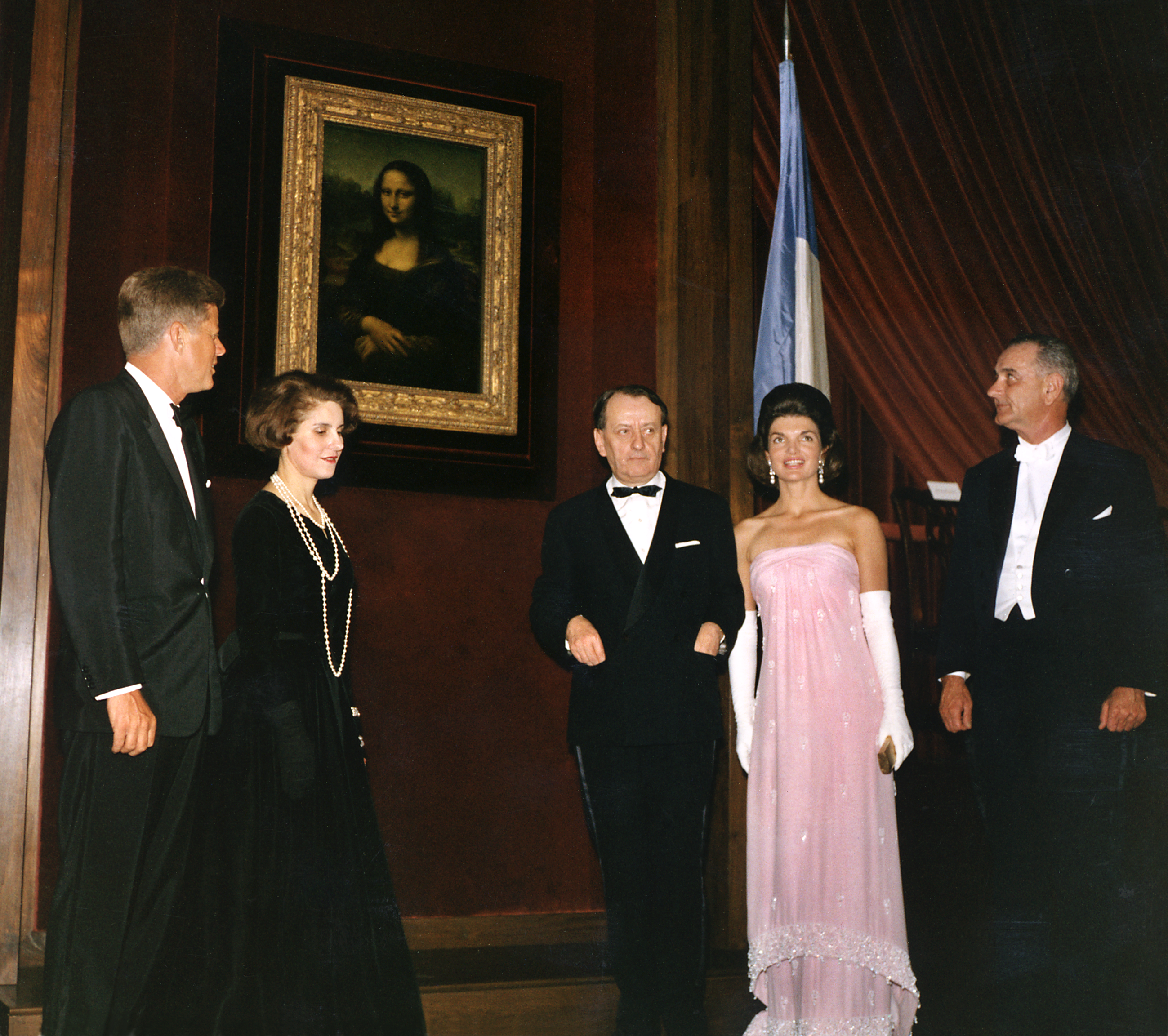
1963年1月，時任法國文化部長的馬爾羅護送國寶《蒙娜丽莎》到美國華盛頓國家藝廊展覽。照片左起：美國總統約翰·甘迺迪、馬爾羅夫人、馬爾羅、總統夫人賈桂琳·甘迺迪、副總統林登·詹森。

馬爾羅的代表作是小說《人的價值》，以詳述上海四·一二事件為內容，榮獲1933年龔古爾文學獎。馬爾羅的骨灰於1996年移入巴黎先賢祠。

## 荣誉

### 外国勋章奖章
- 圣雅各之剑大十字勋章（葡萄牙語：Ordem Militar de Sant'Iago da Espada）（葡萄牙，1964年11月14日公布[3]）